# Just Like Heaven (sång)
Just Like Heaven är en sång av The Cure, utgiven som singel den 5 oktober 1987. "Just Like Heaven" är skriven av Robert Smith, Simon Gallup, Porl Thompson, Boris Williams och Lol Tolhurst. Sången finns med på gruppens sjunde album Kiss Me, Kiss Me, Kiss Me, utgivet den 26 maj 1987.
Musikvideon regisserades av Tim Pope.

## Låtlista
Singel (7")
1. "Just Like Heaven" [edited remix] (3:17)
2. "Snow in Summer" (3:26)

Maxisingel (12"; Storbritannien)
1. "Just Like Heaven" [remix] (3:29)
2. "Snow in Summer" (3:26)
3. "Sugar Girl" (3:14)

Maxisingel (12"; USA)
1. "Just Like Heaven" [remix] (3:29)
2. "Breathe" (4:47)
3. "A Chain of Flowers" (4:55)